# Rose Nascimento
Rosângela de Azeredo do Nascimento, mais conhecida como Rose Nascimento (Rio de Janeiro, 15 de setembro de 1966), é uma pastora e cantora brasileira da música cristã contemporânea, expoente no movimento pentecostal. Considerada uma das vozes mais fortes da música cristã e umas das intérpretes mais conhecidas do meio evangélico, Rose já vendeu mais de 9 milhões de discos em todo o Brasil. Rose é pastora e fundadora junto com o seu esposo Pastor João Azeredo da Igreja Evangélica Deus do Impossível (IEDI) localizada no bairro de Campo Grande, no Rio de Janeiro.

## Biografia
A cantora nasceu em lar assembleiano e desde os primeiros anos já cantava nos cultos dominicais de sua igreja. Foi a primeira de seus irmãos a se tornar uma artista musical. Na sua juventude, foi backing vocal dos músicos Elymar Santos, Joanna e da cantora Shirley Carvalhaes.
Rosângela pertence a uma família de músicos, tendo 12 irmãos. A Família Nascimento é muito conhecida no meio musical. Os irmãos de Rose são: os cantores Mattos Nascimento e Marcelo Nascimento, o produtor musical e maestro Tuca Nascimento, os compositores Marquinhos Nascimento, Mário Nascimento e Mizael Nascimento, o trombonista Moisés Nascimento (falecido em 2021) , o músico e também pastor assembleiano José Olímpio Nascimento, e as cantoras: Noêmia Nascimento, Rute Nascimento, Rubenita Nascimento e Raquel Nascimento (in memorian). Entre seus sobrinhos estão: Michelle Nascimento, Gisele Nascimento, Wilian Nascimento, Rômulo Nascimento, Douglas Nascimento, Wando Nascimento, Rhuama Nascimento e Cinthia Nascimento. E ainda seus filhos John, Max e Lucas, que formam o trio Nascimento Brothers.

## Carreira
Em 1990, Rose lançou Livre, seu álbum de estreia pela gravadora Som e Louvores. Anos depois, ela lançou discos de grande notoriedade no segmento evangélico, como Começo, Meio e Fim, Mais Firme do que Nunca, Sempre Fiel e Uma Questão de Fé. Seu disco Para o Mundo Ouvir vendeu 50 mil cópias na semana de lançamento.
A cantora passou por diversas gravadoras, como a MK Music, Graça Music (distribuidora da Zekap) e de forma independente com o selo RN Produções. Rose, em contrato com a Som Livre, gravou o disco O Menor da Casa cuja distribuição se deu por sua própria gravadora, lançado em dezembro de 2013, produzido por quatro produtores musicais. Em outubro de 2014, o álbum  recebeu disco de ouro por mais de 40 mil cópias vendidas e disco de platina por mais de 80 mil cópias comercializadas.
Com a parceria da Som Livre, lançou o CD/DVD ao Vivo em agosto 2015. O álbum, Tente Um Pouco Mais, foi gravado durante o VI Glorifica Litoral em São Sebastião no dia 11 de setembro de 2014. A gravação contou com participações especiais dos cantores Robinson Monteiro, Marcelo Nascimento e do sanfoneiro Lenno Maia.
Em novembro de 2016, lançou o álbum Questão de Honra pela Som Livre. Álbum que encerrou a sua parceria com a gravadora. Questão de Honra conta com a regravação da canção "O Escudo". A faixa foi originalmente gravada em 2003 pela banda Voz da Verdade, no álbum O Melhor de Deus Está por Vir.[carece de fontes?] No dia 17 de fevereiro de 2017, lançou o videoclipe de "Ele Não Desistiu", canção de trabalho do disco.
Em agosto de 2018, lançou sua autobiografia titulada como Páginas da Vida juntamente com um EP contendo uma música inédita e 4 regravações das canções "Seguirei" "Mais Firme do que Nunca" "Eu Acalmo o Mar" e "Ninguém Pode Impedir".

## Discografia
- 1990: Livre
- 1992: A Dose mais Forte
- 1993: Cinco Letras Preciosas
- 1994: Receba a Vida
- 1996: Mil Razões
- 1998: Começo, Meio e Fim
- 2000: Cuida de Mim
- 2001: Mais Firme do que Nunca
- 2002: Sempre Fiel
- 2003: Ao Vivo
- 2003: Aqui Tem Alegria
- 2004: Para o Mundo Ouvir
- 2005: Louvores Ungidos da Harpa
- 2005: Uma Questão de Fé
- 2008: Tocando Corações 17 anos Vol.1
- 2009: Projeto de Deus
- 2011: Primeiro Passo
- 2013: O Menor da Casa
- 2015: Tente um Pouco Mais
- 2016: Questão de Honra
- 2018: Páginas da Vida